# Vaginoplastia
La vaginoplastia es cualquier procedimiento quirúrgico que resulta en la construcción o reconstrucción de la vagina. Es un tipo de genitoplastia. El prolapso de los órganos pélvicos a menudo se trata con una o más cirugías para reparar la vagina. A veces se necesita una vaginoplastia después del tratamiento o la eliminación de crecimientos o abscesos malignos para restaurar una estructura y función vaginal normales.
La cirugía de la vagina se realiza para corregir defectos congénitos en la vagina, la uretra y el recto. Corregirá la protrusión de la vejiga urinaria hacia la vagina (cistocele) y la protrusión del recto (rectocele) hacia la vagina. A menudo, se realiza una vaginoplastia para reparar la vagina y sus estructuras unidas debido a un traumatismo o lesión.
Los trastornos congénitos como la hiperplasia suprarrenal pueden afectar la estructura y la función de la vagina y, a veces, la vagina está ausente; esta puede ser reconstruida o formada, usando una vaginoplastia. Otros candidatos para la cirugía incluyen bebés nacidos con microfalo, personas con agenesia de Müller que resulta en hipoplasia vaginal, mujeres trans y mujeres que han tenido una vaginectomía después de malignidad o trauma. La vaginoplastia puede reducir el tamaño de la entrada de la vagina o alterar la apariencia de la vulva.

## Usos médicos
La vaginoplastia es la descripción de las siguientes intervenciones quirúrgicas:
- separación de uretra y vagina fusionadas congénitamente[5]
- reparación de una uretra que es corta[5]
- construcción vaginal[3][6]
- reconstrucción vaginal[3][6]
- prolapso de la bóveda vaginal[7]
- suspensión vaginal y fijación[3][6]
- operaciones en fondo de saco[3][6]
- reparación de cistocele[3][6] y rectocele[3]
- reparación paravaginal retropúbica[8]
- la reparación de un cistocele usando un injerto o prótesis[3][6]
- la reparación de un cistocele y un rectocele en el mismo procedimiento usando un injerto o dispositivo protésico[3][6]
- la reparación de un rectocele usando un injerto o material protésico[3]
- la construcción vaginal usando un injerto o material protésico[3][9]
- la reconstrucción vaginal usando un injerto o material protésico[3]
- la suspensión vaginal y la estabilización con injerto o material protésico
- tratamiento del síndrome de MRKH (agenesia vaginal)[9]
- himenorrafia

En algunos casos, se necesita tejido adicional para reconstruir o construir la vagina. Estos injertos utilizados en la vaginoplastia pueden ser alogénicos, heterográficos, autoinjertos, xenoinjertos o materiales autólogos. Una mujer puede usar un tejido autólogo cultivado in vitro tomado de su vestíbulo vaginal como tejido trasplantado para formar el revestimiento de la vagina reconstruida. Una vagina reconstruida o de nueva construcción se llama neovagina.

### Vaginoplastias en niñas
Condiciones como la hiperplasia suprarrenal congénita virilizan a las mujeres debido a una deficiencia de 21-hidroxilasa. Los procedimientos específicos incluyen: reducción del clítoris, labioplastia, apariencia normalizada, creación de vagina, inicio de dilatación vaginal. La atresia vaginal o la ausencia congénita de la vagina pueden ser otra razón para que la cirugía construya una vagina normal y funcional. La vaginoplastia se usa como parte de la serie de cirugías necesarias para tratar a niñas y mujeres nacidas con la vejiga ubicada fuera de su abdomen. Después de las cirugías, las mujeres han podido dar a luz pero corren el riesgo de prolapso.
Existe preocupación de organizaciones de derechos humanos sobre las vaginoplastias y otras cirugías genitales en niños que no tienen la edad suficiente para consentir, incluyendo la preocupación por la función sexual posquirúrgica, y los supuestos de heteronormatividad. No existe un consenso entre los médicos acerca de su necesidad, oportunidad, método o evaluación. Las vaginoplastias pueden realizarse en niños o adolescentes con afecciones intersexuales o trastornos del desarrollo sexual.

## Técnicas
La creación de vagina no quirúrgica se usó en el pasado para tratar la ausencia congénita de vagina. El procedimiento implicó el uso de un dispositivo tipo silla de montar y el uso de dilatadores de diámetro creciente. El procedimiento tomaba varios meses y algunas veces era doloroso. No fue efectivo era todos los casos. Crecimientos no comunes, quistes, tabiques en la vagina también pueden requerir vaginoplastia.

### Cirugía reconstructiva después del tratamiento del cáncer
El tratamiento radiológico del cáncer puede provocar la destrucción o alteración de los tejidos vaginales. La vaginoplastia a menudo se realiza para reconstruir la vagina y otras estructuras genitales. En algunos casos, la función sexual normal puede restablecerse.

### Técnica quirúrgica McIndoe
Se construye quirúrgicamente un canal entre la vejiga urinaria y la uretra en la porción anterior de la región pélvica y el recto. Se usa un injerto de piel de otra área del cuerpo de la persona. El injerto se extrae del muslo, las nalgas o la región inguinal. Se han utilizado otros materiales para crear el revestimiento de la nueva vagina, estos han sido colgajos cutáneos, membranas amnióticas y mucosa bucal.

### Cirugía de reasignación de sexo
Se pueden usar varias técnicas en la cirugía de reasignación de sexo para crear una vagina.

#### Inversión del pene
La inversión de la piel del pene es el método más utilizado con más frecuencia para crear una neovagina en la cirugía de reasignación de sexo. La piel del pene invertida utiliza piel pedicular inferior o piel abdominal para el revestimiento de la neovagina. La piel se corta para formar un colgajo del tamaño adecuado. El colgajo de piel a veces se combina con un colgajo escrotal o uretral.
La técnica de inversión del pene fue iniciada por el Dr. Georges Burou en su clínica de Marruecos en la década de 1950. En la década de 1970 ya había realizado cientos de intervenciones, y brindó la primera presentación pública de su técnica en una conferencia en Stanford en 1973; se convirtió en la técnica predominante en todo el mundo.

#### Vaginoplastia intestinal
La vaginoplastia intestinal es un método comúnmente utilizado para crear una vagina artificial en la cirugía transgénero de hombre a mujer. Por lo general, se usa en personas con hipoplasia penoescrotal o en aquellas que no han realizado una vaginoplastia primaria de inversión del pene.
Ventaja: autolubricación, profundidad y riesgo reducido de estenosis.
Desventaja: riesgos de la cirugía abdominal y la creación de una anastomosis intestinal, secreción excesiva y / o mal olor, y neovagina prolapsada (nueva vagina). Los pacientes con antecedentes de cáncer, enfermedad inflamatoria intestinal o adherencias intraabdominales extensas no son candidatos para este procedimiento.

#### Otros métodos
También se usan colgajos de piel del escroto del pene. Se han utilizado injertos no genitales de grosor completo (FTG) o injertos de piel de grosor dividido de otras partes del cuerpo.

#### Asociación Mundial de Profesionales para la Salud Transgénero
Los criterios de la Asociación Mundial de Profesionales para la Salud Transgénero (WPATH) para la cirugía genital ("parte inferior") (orquiectomía y vaginoplastia en personas transgénero de hombre a mujer) incluyen:
- Dos cartas de referencia de profesionales calificados de salud mental.
- Disforia de género persistente y bien documentada.
- Capacidad para la toma de decisiones informadas y consentimiento.
- Mayoría de edad.
- Comorbilidades médicas y de salud mental bien controladas.
- Doce meses continuos de terapia hormonal, a menos que el individuo no quiera o no pueda debido a una afección médica (recomendado para orquiectomía y vaginoplastia).
- Doce meses continuos de vivir en el rol de género deseado congruente con la identidad de género del individuo (recomendado para vaginoplastia).
- También se recomiendan visitas regulares a un profesional de la salud mental u otro profesional médico, pero no se requieren explícitamente para la cirugía.

### Vaginoplastia electiva
Los críticos han calificado dicha cirugía como la "vagina de diseño". El Colegio Americano de Obstetras y Ginecólogos emitió una advertencia contra estos procedimientos en 2007 al igual que el Real Colegio Australiano de Ginecólogos, y un comentario en el British Medical Journal criticó fuertemente la "vagina de diseño" en 2009. La Sociedad de Obstetras y Ginecólogos de Canadá publicó una declaración de política contra la vaginoplastia electiva basada en los riesgos asociados con la cirugía estética innecesaria en 2013.
La Organización Mundial de la Salud describe cualquier cirugía médicamente innecesaria del tejido y los órganos vaginales como mutilación genital femenina.
El rejuvenecimiento vaginal es una forma de cirugía plástica electiva. Su propósito es restaurar o mejorar la apariencia estética de la vagina.

### Labiaplastia
La labiaplastia se puede realizar como una cirugía por separado o como un procedimiento subordinado dentro de una vaginoplastia. Es posible que se necesiten algunas cirugías para el malestar que se produce por la irritación labial crónica que se desarrolla a partir de la ropa ajustada, el sexo, los deportes u otras actividades físicas.

### Procedimientos quirúrgicos de himen
Un himen no perforado es la presencia de tejido que cubre completamente la abertura vaginal. Se corta para permitir que salga el flujo menstrual durante un procedimiento quirúrgico breve. Una himenorrafia es el procedimiento quirúrgico que reconstruye el himen.

### Vaginoplastia con balón
En este procedimiento, un catéter de Foley se inserta por vía laparoscópica en la bolsa rectouterina, con lo cual se aplica una tracción y distensión gradual para crear una neovagina.

### Pull through o procedimiento Vecchietti
En el tratamiento de la agenesia de Müller, el procedimiento Vecchietti es una técnica quirúrgica laparoscópica que produce una vagina de dimensiones (profundidad y anchura) comparables a las de una vagina normal (unos 8,0 cm de profundidad). Una pequeña esfera de plástico ("oliva") se enrosca (sutura) contra el área vaginal; los hilos se dibujan a través de la piel vaginal, a través del abdomen y a través del ombligo. Allí, los hilos se unen a un dispositivo de tracción, y luego se tensan diariamente para que la "oliva" se jale hacia adentro y estire la vagina, aproximadamente 1.0 cm. por día, creando así una vagina de aproximadamente 7,0 cm de profundidad por 7.0 cm de ancho, en 7 días. El tiempo medio de quirófano (OR) para la vaginoplastia Vecchietti es de aproximadamente 45 minutos; sin embargo, dependiendo de la paciente y sus indicaciones, el procedimiento puede requerir más tiempo. Los resultados de la técnica Vecchietti a través del abordaje laparoscópico son comparables al procedimiento que usa la laparotomía. En la hipoplasia vaginal, la vaginoplastia de tracción, como la técnica Vecchietti, parece tener las tasas de éxito más altas tanto anatómica (99%) como funcional (96%) entre los tratamientos disponibles.
Otras técnicas quirúrgicas que se han desarrollado incluyen la neovagina ileal (técnica de Monti), la vaginoplastia Creatsas, la neovaginoplastia Wharton-Sheares-George o el procedimiento Davydov. El más utilizado es el procedimiento laparoscópico Vecchietti. A veces, las relaciones sexuales pueden provocar la dilatación de una vagina recién construida.

### Dilatadores y expansores vaginales

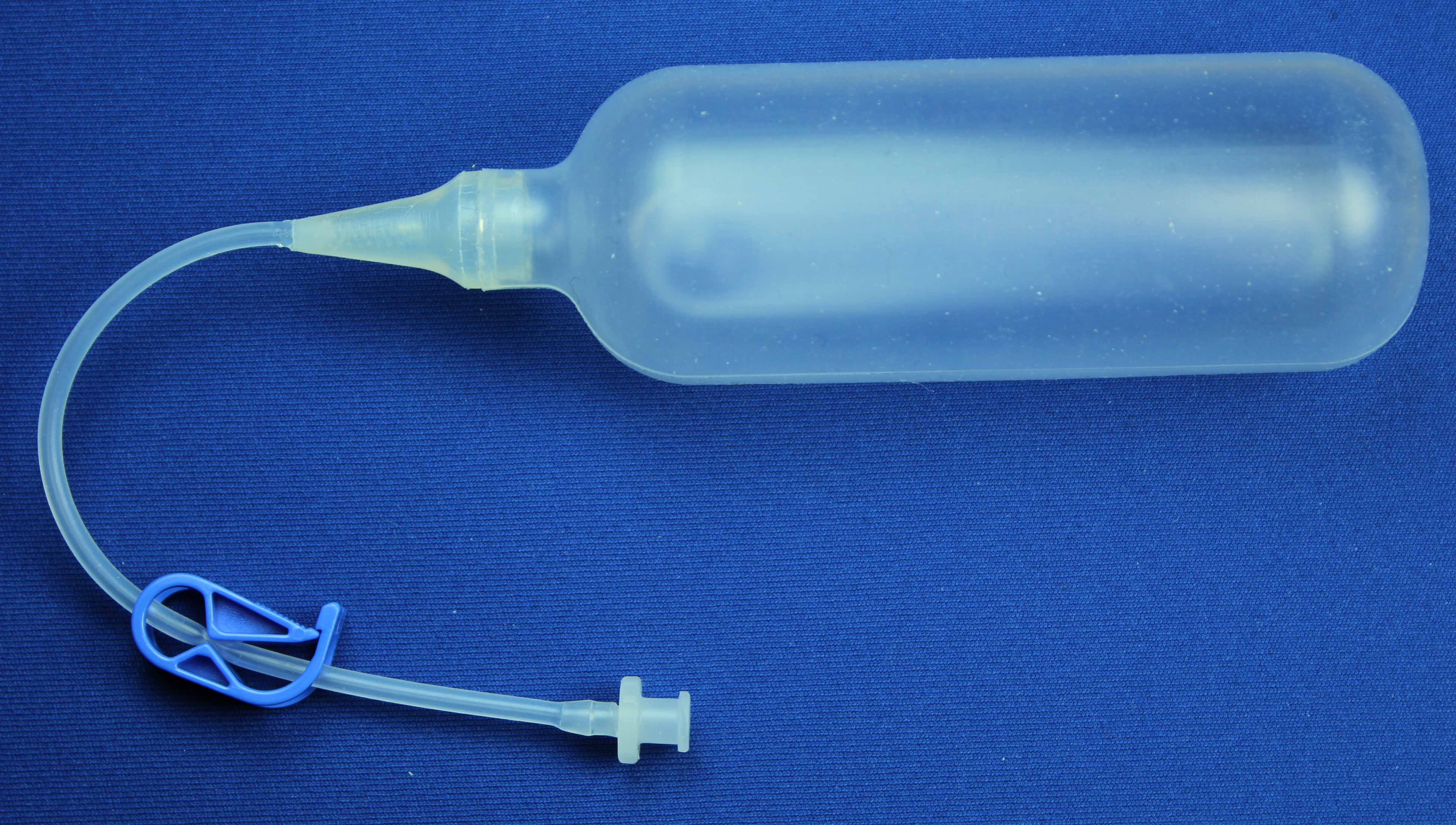
Expansor vaginal ZSI 200 NS

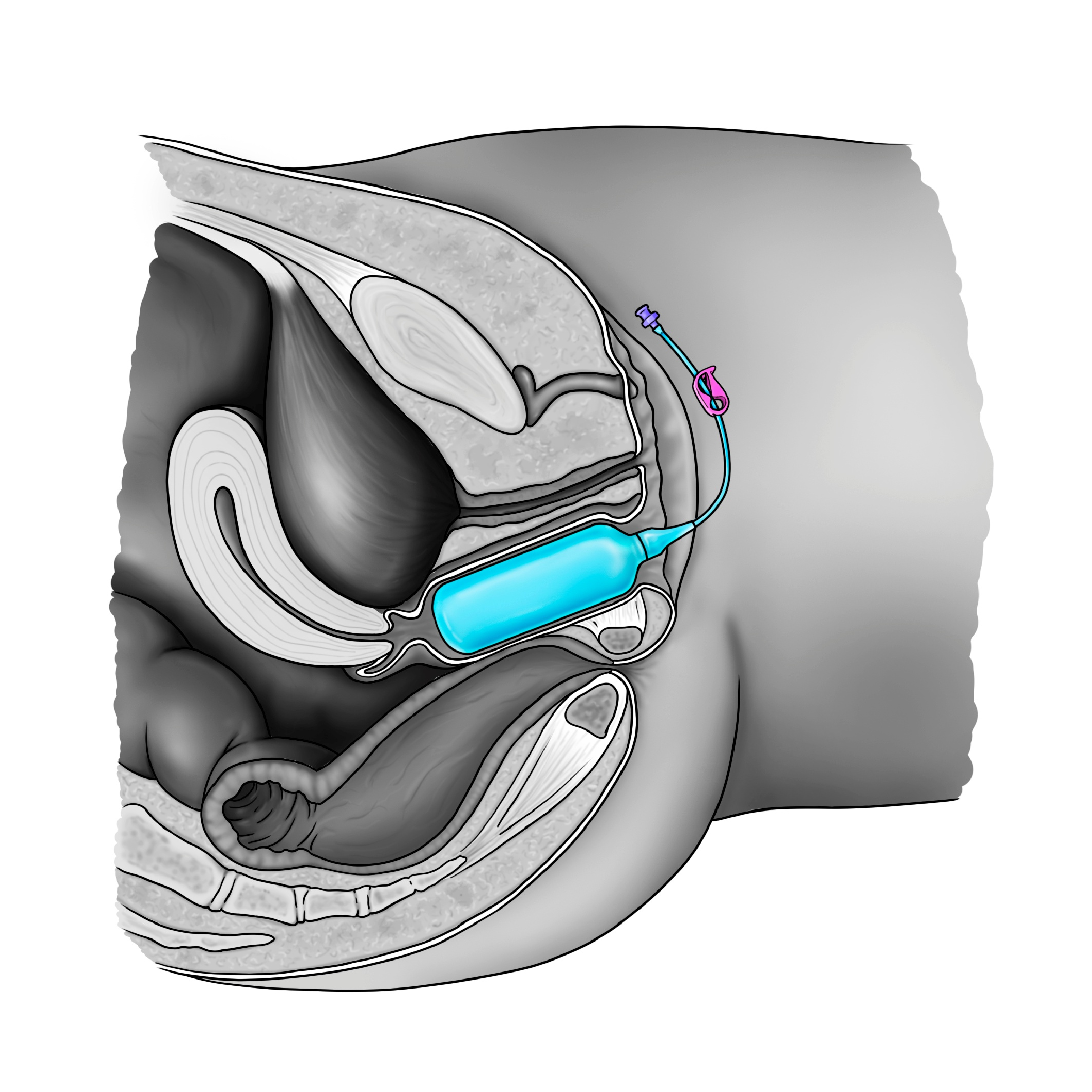
Expansor ZSI 200 NS en vagina

La mayoría de las técnicas de vaginoplastia usan expansores vaginales inflables o estents vaginales para diseñar el diámetro y la longitud vaginal. Al final del procedimiento, el dispositivo permanece en su lugar para mantener la neovagina contra la pared pélvica, lo que también favorece el proceso de neovascularización microscópica y reduce los riesgos de hematoma. En el entorno postoperatorio, el expansor puede usarse regularmente para prevenir la retracción vaginal postoperatoria. Los dilatadores vaginales sólidos también se pueden usar inmediatamente después de la cirugía para evitar el paso de los aditamentos y, posteriormente, en forma regular para mantener la viabilidad de la neovagina. La frecuencia requerida para su uso disminuye con el tiempo, sin embargo, sigue siendo obligatoria durante toda la vida.

## Riesgos y complicaciones
La vaginoplastia reconstructiva en niños y adolescentes conlleva el riesgo de superinfección.
En adultos, las tasas y los tipos de complicaciones variaron con la vaginoplastia de reasignación de sexo. La necrosis de la región del clítoris fue del 1-3%. La necrosis de la vagina creada quirúrgicamente fue de 3.7-4.2%. La contracción vaginal ocurrida se documentó en 2-10% de los tratados. Estenosis o estrechamiento del orificio vaginal se informó en el 12-15% de los casos. De los que informaron estenosis, el 41% se sometió a una segunda operación para corregir la condición. Se ha descrito la necrosis de dos colgajos escrotales. La pared vaginal posterior es una complicación rara. Se informó dolor genital en 4-9%. La fístula rectovaginal también es rara con solo el 1% documentado. Se observó prolapso vaginal en el 1-2% de las personas sometidas a este procedimiento.
La capacidad de vaciar la vejiga se vio afectada después de este procedimiento, con un 13% de mejoría, el 68% dijo que no hubo cambios y el 19% informó que la micción empeoró. Quienes informaron un resultado negativo con pérdida del control de la vejiga e incontinencia urinaria fueron del 19%. Las infecciones del tracto urinario ocurrieron en el 32% de los tratados.